# 董社轩
董社轩（1982年4月18日—），又名董蒙蒙，男，前中国共产党党员，天津东疆保税港区瑞海国际物流有限公司副董事长兼执行董事，实际控制人，并作为隐名股东持有45%股权，天津港公安局原局长董培军之子。天津港“8·12”特别重大火灾爆炸事故事故责任人，被判处无期徒刑。

## 生平
董社轩1982年4月18日出生。2006年，董社轩从军校毕业后，利用其父亲董培军担任天津港公安局局长的职务便利，在港口审批、监管等领域打通关节，从事商业经营活动，主要涉及港口大型货车轮胎销售、化妆品和进口酒类贸易以及工程承包等业务。2007年4月，董社轩与妻子安柠共同在天津市经济技术开发区黄海路88号写字楼405室注册成立天津开发区港轩商贸有限公司，该公司主营业务为港口机械设备销售与维护。
2012年11月，董社轩与中化集团天津公司原副总经理于学伟建立合作关系。在此期间，他从中化集团天津分公司招募多名核心员工，共同创办瑞海国际物流。该公司成为天津港首家获得民营危化品经营资质的企业，成功打破了中化天津在该领域长达50余年的市场垄断地位。

## 天津港爆炸事件
2015年8月12日，天津港瑞海国际危险品仓库发生特别重大火灾爆炸事故，造成重大人员伤亡和财产损失。事故发生后，董社轩作为瑞海国际物流持股45%的隐名股东被公安机关控制。2015年9月21日，因涉嫌刑事犯罪，被天津市人民检察院第二分院批准逮捕。
事故调查认定，于学伟作为瑞海国际的主要负责人，对事故负有主要责任。
2016年11月7日至9日，天津市第二中级人民法院和滨海新区法院等9家基层法院对天津“8·12”爆炸案开庭审理，并作出一审判决：2016年11月9日，法院宣判，瑞海公司副董事长董社轩构成非法储存危险物质罪、非法经营罪、危险物品肇事罪，数罪并罚，决定执行无期徒刑，并处罚金50万元。

## “隐名股东”问题
董社轩通过其高中同学舒铮持有瑞海国际物流45%的股份，是隐名股东，涉嫌通过代持股权的安排掩盖违法行为，逃避法律责任。为此，2015年12月15日上午，最高人民法院与最高人民检察院联合发布《关于办理危害生产安全刑事案件适用法律若干问题的解释》，明确自12月16日起，公司、企业的“隐名持股人”亦可构成危害生产安全类犯罪的主体，以防止违法者利用代持规避法律责任，强化对企业安全生产违法行为的法律追责。

## 家庭
董社轩的父亲是天津港公安局原局长董培军，与天津市公安局局长武长顺关系交好。其妻子安柠，二人合资成立天津开发区港轩商贸有限公司，经营港口机械设备。